# Chiesa dell'Ascensione di Nostro Signore Gesù Cristo (Roma)
La chiesa dell'Ascensione di Nostro Signore Gesù Cristo è una chiesa di Roma, nel quartiere Alessandrino, in largo Mola di Bari al Quarticciolo.

## Storia
Essa fu costruita nel 1954 su progetti dell'architetto Francesco Fornari.
La chiesa è parrocchia, istituita dal cardinale vicario Francesco Marchetti Selvaggiani il 25 novembre 1948 con il decreto Cum in regione, ed ora affidata ai padri dehoniani.
La chiesa fu visitata da papa Giovanni XXIII il 3 marzo 1963 (come ricorda una lapide murata nella parete di fondo) e da Giovanni Paolo II il 3 febbraio 1980.

## Descrizione

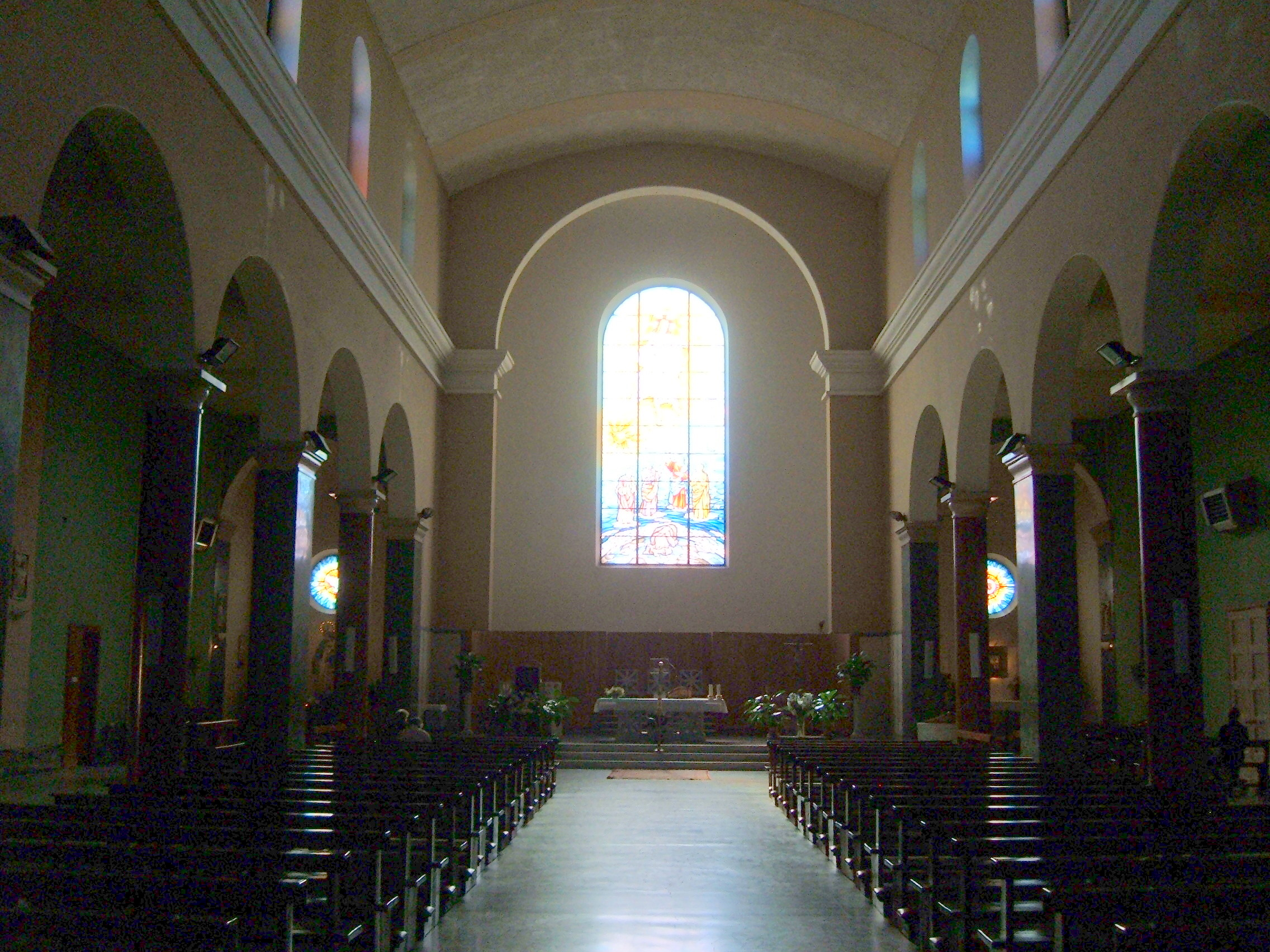
Interno

La facciata è suddivisa in due parti. Nella parte inferiore, tra due coppie di paraste in travertino vi sono i tre accessi principali all'edificio, caratterizzati da cornici che superiormente sono molto aggettanti. Nella parte superiore, vi è una grande finestra semicircolare ed un frontone classico, sormontato da una croce. Nella facciata è la scritta: Ascensione di N.S.G.C. .
All'interno, la chiesa, a pianta rettangolare, è a tre navate, suddivise da colonne di marmo rosso alternate a pilastri verdi. L'abside è dominata da una grande vetrata raffigurante l’Ascensione di Gesù al cielo con gli apostoli e Maria; sotto di essa, appoggiata alla parete, la sede in marmo. Le navate laterali terminano con absidiole: in quella di destra vi è l'altare del Santissimo Sacramento con una tela di Marisa Sarcano raffigurante l’Ascensione di Gesù fra gli apostoli; sopra l'altare una vetrata circolare riproducente simboli eucaristici; in quella di sinistra è posto il fonte battesimale, sormontato da un bassorilievo raffigurante il Battesimo di Gesù e da una vetrata circolare raffigurante lo Spirito Santo sotto forma di colomba.
La luce penetra nella chiesa dalla vetrata dell'abside e da dodici finestre collocate nella parte alta della navata centrale; in queste sono poste dodici vetrate che riproducono alcuni santi, tra cui i quattro evangelisti, padre Pio, Francesco d'Assisi, santa Rosa. Nella navata di sinistra è collocata una composizione scultorea con la statua del Cristo morto in posizione sdraiata e della Vergine addolorata. Nelle navate laterali sono esposte altre statue di santi per la devozione popolare. Nella parte alta della parete di fondo vi sono altre due vetrate che raffigurano, sul lato sinistro la Vergine col bambino e sul lato destro padre Dehon, fondatore dei religiosi che officiano la chiesa, in posizione inginocchiata ed in preghiera.